# 紐約地鐵6號線
號萊辛頓大道慢車（英語：6 Lexington Avenue Local）和號佩勒姆灣公園快車（英語：⟨6⟩ Pelham Bay Park Express）是兩條紐約地鐵A分部的地鐵路線。由於該線使用IRT萊辛頓大道線通過曼哈頓主要地區，因此其路線徽號為綠色。
慢車以圓形的徽號標示，快車在R62A型列車上則以菱形的徽號標示，車頭則顯示「<6>快車」（⟨6⟩ Express）。R62A型列車的車頭同時以LED標示慢車或快車，6號線慢車以綠色圓形標示；⟨6⟩號線快車以紅色菱形標示。
6號線列車在任何時間都營運，來往布朗克斯的佩勒姆灣公園與曼哈頓下城的布魯克林大橋-市政府車站。平日繁忙時段的尖峰方向，⟨6⟩佩勒姆快車將在帕克徹斯特以北取代6號線慢車，並從該站起以快車形式來往第三大道-138街。此段時間，6號線佩勒姆慢車將短途營運至帕克徹斯特（尖峰方向的⟨6⟩號線快車回程時以6號線慢車的列車除外）。平日由早上9時至11時，將有指定往曼哈頓方向的⟨6⟩號線列車由帕克徹斯特以慢車形式開往亨斯角大道；也有指定往帕克徹斯特方向的6號線列車在同樣路段以快車形式行駛。
6號線自從1918年實行IRT「H」系統後就成為了現在的樣子。1920年起就保持大致不變，來往佩勒姆灣公園和市政府，並在布朗克斯以尖峰特快的變種營運。1945年，市政府迴圈車站關閉，該站是6號線在曼哈頓的舊南端總站。從那時開始，多數6號線列車以布魯克林大橋為總站，但後來幾年有若干例外。

## 歷史
1904年10月27日，曼哈頓的原初地鐵慢車和快車服務開放使用，以現時IRT萊辛頓大道線由市政府到大中央-42街。從那起，列車轉向西沿42街地下的42街接駁線前進，再轉向北沿現時IRT百老匯-第七大道線前往145街。
當時「H」字型排列、列車分別沿萊辛頓大道和百老匯-第七大道的走線在1917年引入。整條萊辛頓大道慢線由市政府到125街在1918年7月17日啟用。1918年8月1日，第三大道-138街啟用，列車由該站運行至市政府，全線各停。
1919年1月17日，列車由138街延長至亨斯角大道，1920年5月30日，6號線列車延長至東177街。1920年10月24日，6號線列車再次延長至威斯徹斯特廣場。1920年12月20日，6號線列車延長至佩勒姆灣公園。自此，現時6號線列車路線已經完整。所有列車在佩勒姆灣公園至布魯克林大橋之間都以慢車營運，部分列車以市政府迴圈為總站。
到了1934年，市政府車站以南的列車停運，深夜列車只來往佩勒姆灣公園至125街，4號線的深夜快車則首次以慢車運行。
1945年12月31日起，市政府車站關閉，而前布魯克林大橋車站（改名為布魯克林大橋-市政府）成為永久南端終點站。然而，6號線列車仍然使用迴圈以便在布魯克林大橋-市政府由南行轉往北行慢車軌。
1946年5月10日，深夜列車服務由125街延長至其之前的總站布魯克林大橋，而4號線的深夜快車服務也恢復營運。
1946年10月14日起，平日繁忙和週六早上繁忙時段尖峰方向快車服務開始營運，佩勒姆灣列車在東177街和第三大道-138街之間使用中央軌道。這快車服務在兩站之間節省了8分鐘。此時，6號線在布朗克斯以慢車運行至東177街，以騰出空間予快車運行至佩勒姆灣公園。1949年3月7日，黃昏往布朗克斯的快車服務由下午4時30分提早至3時30分，而1949年6月17日，早上往曼哈頓的快車服務由早上9時30分延長至10時30分。
1948年9月22日，6號線列車有54節額外車卡營運，列車由6節增長至7節。
1950年12月15日至22日，平日繁忙時段列車由佩勒姆灣公園延長至南碼頭。1956年6月23日，週六早上6號線快車開始以慢車運行。1960年4月8日起，深夜和平日黃昏列車延長至南碼頭，並在1965年10月17日起週末黃昏也實行。不過所有列車在1976年5月23日再次縮短至布魯克林大橋，南碼頭內迴圈月台關閉。
1980年1月13日，深夜列車在曼哈頓以125街為總站，4號線再次在該站以南以慢車營運。同日，布朗克斯快車擴展至日間營運，佩勒姆灣列車在早上尖峰方向以快車運行至布魯克林大橋，之後下午延長至佩勒姆灣公園。這個停運影響了15,000人，並因沒有進行聽證會而遭到曼哈頓區長安德魯·斯泰因批評。
1985年幾個月期間，每日一班定期6號線列車開往大西洋大道，之後轉往佩勒姆灣公園。
1990年1月21日至10月5日，深夜列車延長回布魯克林大橋，4號線恢復深夜快車營運。但4號線深夜快車永久停止在曼哈頓營運時6號線列車也最後一次縮短至125街。
1999年10月3日起，4號線與6號線列車再次在深夜在曼哈頓以慢車共同營運，6號線永久延長至布魯克林大橋。

## 文化
- 1974年的騎劫地下鐵中，一列6號線列車被挾持，乘客被迫在列車內當成人質。
- 珍妮佛·羅培茲在成名前常搭乘6號線到舞蹈中心，她1999年發售的專輯名稱為六號地鐵。
- 2000年的驚爆地鐵中，馬克·華伯格搭乘6號線的R29∕R30。

## 路線

### 服務形式
以下表格顯示6號線與⟨6⟩號線所使用路線，特定時段在有陰影的格的路段內營運。
| 路線                | 起點         | 終點                | 軌道 | 時段         | 時段         | 時段      |
| 路線                | 起點         | 終點                | 軌道 | 平日尖峰方向 | 平日尖峰方向 | 其餘時間  |
| ------------------- | ------------ | ------------------- | ---- | ------------ | ------------ | --------- |
| 路線                | 起點         | 終點                | 軌道 | 6號線列車    | ⟨6⟩號線列車  | 6號線列車 |
| IRT佩勒姆線（全線） | 佩勒姆灣公園 | 城堡山大道          | 慢車 |              |              |           |
| IRT佩勒姆線（全線） | 帕克徹斯特   | 第三大道-138街      | 快車 |              |              |           |
| IRT佩勒姆線（全線） | 帕克徹斯特   | 第三大道-138街      | 慢車 |              |              |           |
| IRT萊辛頓大道線     | 125街        | 布魯克林大橋-市政府 |      |              |              |           |

### 車站
更詳細的車站列表參見上方列出的路線。
| 車站服務圖例                       | 車站服務圖例                   |
| ---------------------------------- | ------------------------------ |
| 任何時候停站                       | 任何時候停站                   |
| 任何時候停站（深夜除外）           | 任何時候停站（深夜除外）       |
| 僅深夜停站                         | 僅深夜停站                     |
| 僅平日停站                         | 僅平日停站                     |
| 任何時候停站（平日的尖峰方向除外） | 任何時候停站（除平日的方向外） |
| 僅平日的尖峰方向停站               | 僅平日的方向停站               |
| 車站已關閉                         | 車站已關閉                     |
| 時段資料                           |                                |
|                                    |                                |
| 無障礙設施                         | 車站符合ADA標準                |
| ↑                                  | 車站在指定方向符合ADA標準      |
| ↓                                  | 車站在指定方向符合ADA標準      |
|                                    | 升降機只到夾層                 |

| 紐約地鐵6號線車站列表              |                      |                               |          |                |                                                                                                | |
| 6號線列車                          | ⟨6⟩號線列車          | 中文站名                      | 英文站名 | 無障礙設施     | 轉乘                                                                                           | 連接及備註                                                                                                   |
| 布朗克斯                           |                      |                               |          |                |                                                                                                | |
| 佩勒姆線                           |                      |                               |          |                |                                                                                                | |
| 任何時候停站（平日的尖峰方向除外） | 僅平日的尖峰方向停站 | 佩勒姆灣公園                  |          | 無障礙設施     |                                                                                                | Bx12選擇巴士服務                                                                                             |
| 任何時候停站（平日的尖峰方向除外） | 僅平日的尖峰方向停站 | 布雷爾大道                    |          |                |                                                                                                | |
| 任何時候停站（平日的尖峰方向除外） | 僅平日的尖峰方向停站 | 中城路                        |          |                |                                                                                                | |
| 任何時候停站（平日的尖峰方向除外） | 僅平日的尖峰方向停站 | 威斯徹斯特廣場-東特雷蒙特大道 |          |                |                                                                                                | |
| 任何時候停站（平日的尖峰方向除外） | 僅平日的尖峰方向停站 | 謝里加大道                    |          |                |                                                                                                | |
| 任何時候停站（平日的尖峰方向除外） | 僅平日的尖峰方向停站 | 城堡山大道                    |          |                |                                                                                                | |
| 任何時候停站                       | 僅平日的尖峰方向停站 | 帕克徹斯特                    |          |                |                                                                                                | Q44選擇巴士服務 全部黃昏繁忙時段北行慢車以此為總站 部分早上繁忙時段南行列車在此站起載前往布魯克林大橋-市政府 |
| 任何時候停站                       |                      | 聖羅倫斯大道                  |          |                |                                                                                                | |
| 任何時候停站                       |                      | 莫里森大道-桑恩德維尤         |          |                |                                                                                                | |
| 任何時候停站                       |                      | 埃爾德大道                    |          |                |                                                                                                | |
| 任何時候停站                       |                      | 惠特洛克大道                  |          |                |                                                                                                | |
| 任何時候停站                       | 僅平日的尖峰方向停站 | 亨斯角大道                    |          | 無障礙設施     |                                                                                                | Bx6選擇巴士服務                                                                                              |
| 任何時候停站                       |                      | 朗格伍德大道                  |          |                |                                                                                                | |
| 任何時候停站                       |                      | 東149街                       |          |                |                                                                                                | |
| 任何時候停站                       |                      | 東143街-聖瑪麗街              |          |                |                                                                                                | |
| 任何時候停站                       |                      | 塞普雷斯大道                  |          |                |                                                                                                | |
| 任何時候停站                       |                      | 布魯克大道                    |          |                |                                                                                                | |
| 任何時候停站                       | 僅平日的尖峰方向停站 | 第三大道-138街                |          |                |                                                                                                | 部分早上繁忙時段往曼哈頓列車在此站始發終到                                                                   |
| 曼哈頓                             |                      |                               |          |                |                                                                                                | |
| 萊辛頓大道線                       |                      |                               |          |                |                                                                                                | |
| 任何時候停站                       | 僅平日的尖峰方向停站 | 125街                         |          | 無障礙設施     | 4 5                                                                                            | 大都會北方鐵路，哈萊姆-125街 M60選擇巴士服務往拉瓜迪亞機場 此站黃昏繁忙時段有1班南行列車起載                 |
| 任何時候停站                       | 僅平日的尖峰方向停站 | 116街                         |          |                | 4                                                                                              | |
| 任何時候停站                       | 僅平日的尖峰方向停站 | 110街                         |          |                | 4                                                                                              | |
| 任何時候停站                       | 僅平日的尖峰方向停站 | 103街                         |          |                | 4                                                                                              | |
| 任何時候停站                       | 僅平日的尖峰方向停站 | 96街                          |          |                | 4                                                                                              | |
| 任何時候停站                       | 僅平日的尖峰方向停站 | 86街                          |          |                | 4 5                                                                                            | M86選擇巴士服務                                                                                              |
| 任何時候停站                       | 僅平日的尖峰方向停站 | 77街                          |          |                | 4                                                                                              | M79選擇巴士服務                                                                                              |
| 任何時候停站                       | 僅平日的尖峰方向停站 | 68街-亨特學院                 |          |                | 4                                                                                              | |
| 任何時候停站                       | 僅平日的尖峰方向停站 | 59街                          |          |                | 4 5 N R W （BMT百老匯線，萊辛頓大道／59街） 使用MetroCard出站轉乘：（63街線，萊辛頓大道-63街） | 羅斯福島纜車                                                                                                 |
| 任何時候停站                       | 僅平日的尖峰方向停站 | 51街                          |          | 無障礙設施     | 4 E M （IND皇后林蔭路線，萊辛頓大道-53街）                                                     | |
| 任何時候停站                       | 僅平日的尖峰方向停站 | 大中央-42街                   |          | 無障礙設施     | 4 5 7 <7> （IRT法拉盛線） S （42街接駁線）                                                     | 大都會北方鐵路，大中央總站                                                                                   |
| 任何時候停站                       | 僅平日的尖峰方向停站 | 33街                          |          |                | 4                                                                                              | M34 / M34A選擇巴士服務                                                                                       |
| 任何時候停站                       | 僅平日的尖峰方向停站 | 28街                          |          | ↓              | 4                                                                                              | 車站只有南行方向符合ADA標準，升降機停運中                                                                    |
| 任何時候停站                       | 僅平日的尖峰方向停站 | 23街                          |          | 無障礙設施     | 4                                                                                              | M23選擇巴士服務                                                                                              |
| 任何時候停站                       | 僅平日的尖峰方向停站 | 14街-聯合廣場                 |          | 升降機只到夾層 | 4 5 L （BMT卡納西線） N Q R W （BMT百老匯線）                                                  | |
| 任何時候停站                       | 僅平日的尖峰方向停站 | 阿斯托廣場                    |          |                | 4                                                                                              | |
| 任何時候停站                       | 僅平日的尖峰方向停站 | 布利克街                      |          | 無障礙設施     | 4 B D F <F> M （IND第六大道線，百老匯-拉法葉街）                                               | |
| 任何時候停站                       | 僅平日的尖峰方向停站 | 泉街                          |          |                | 4                                                                                              | |
| 任何時候停站                       | 僅平日的尖峰方向停站 | 堅尼街                        |          | 無障礙設施     | 4 N Q R W （BMT百老匯線） J Z （BMT納蘇街線）                                                  | |
| 任何時候停站                       | 僅平日的尖峰方向停站 | 布魯克林大橋-市政府           |          | 無障礙設施     | 4 5 J Z （BMT納蘇街線，錢伯斯街）                                                              | |

## 備註
1. ↑  .   [2017-11-27]. （原始内容存档于2016-10-16）.
2. ↑  . NYCSubway.org.   [March 28, 2010]. （原始内容存档于2012-08-04）.
3. 1 2 3 4 5 6 7 8 9 10 11 12 13  Bolden, Eric. . www.erictb.info.   [September 1, 2016]. （原始内容存档于2016-03-04）.
4. ↑  Green, Jonah. . November 10, 2010  [2019-04-10]. （原始内容存档于2019-03-14） –Huff Post.
5. 1 2 3  . New York City Board of Transportation. 1949.
6. ↑  . New York Division Bulletin (Electric Railroaders' Association). December 1979.
7. ↑  . New York Daily News. January 11, 1980  [August 14, 2018]. （原始内容存档于2022-01-09）.
8. ↑  . New York Division Bulletin (Electric Railroaders' Association). February 1990.
9. ↑   (PDF). 大都會運輸署. 2019年9月  [2019-09-22].
10. ↑  . Metropolitan Transportation Authority.   [2017-04-14]. （原始内容存档于2017-09-11）.

## 外部連結
- MTA NYC Transit - 6號線圓底路線介紹（英文）
- MTA NYC Transit - 6菱底路線介紹（英文）
- 6號線歷史（英文）
- MTA NYC Transit - 6號線時刻表（PDF）（英文）